# Список призёров Европейских игр 2019
Ниже представлен список всех призёров Европейских игр 2019 года, проходивших в столице Белоруссии — Минске с 21 по 30 июня 2019 года. В соревнованиях принимали участие более 3600 спортсменов из 50 стран, которые разыгрывали 200 комплексов медалей в 15 видах спорта.

## Акробатика

#### Женские групповые соревнования
| Дисциплина              | Золото                                                             | Серебро                                                                        | Бронза                                                                         |
| Многоборье              | Бельгия · Тилия де Тройер · Бритт Вандердонкт · Шарлотта ван Ройен | Португалия · Барбара да Силва Секейра · Сампаю Майя Франсиска · Майя Франсиска | Беларусь · Вероника Набокина · Юлия Ивончук · Карина Сандович                  |
| Балансовые упражнения   | Беларусь · Вероника Набокина · Юлия Ивончук · Карина Сандович      | Бельгия · Тилия де Тройер · Бритт Вандердонкт · Шарлотта ван Ройен             | Португалия · Барбара да Силва Секейра · Сампаю Майя Франсиска · Майя Франсиска |
| Динамические упражнения | Бельгия · Тилия де Тройер · Бритт Вандердонкт · Шарлотта ван Ройен | Португалия · Барбара да Силва Секейра · Сампаю Майя Франсиска · Майя Франсиска | Беларусь · Вероника Набокина · Юлия Ивончук · Карина Сандович                  |

#### Смешанные пары
| Дисциплина              | Золото                                      | Серебро                                                | Бронза                                                 |
| Многоборье              | Россия · Виктория Аксёнова · Кирилл Старцев | Азербайджан · Рухидиль Гурбанлы · Абдулла Аль-Машайкхи | Беларусь · Артур Беляков · Ольга Мельник               |
| Балансовые упражнения   | Беларусь · Артур Беляков · Ольга Мельник    | Россия · Виктория Аксёнова · Кирилл Старцев            | Азербайджан · Рухидиль Гурбанлы · Абдулла Аль-Машайкхи |
| Динамические упражнения | Россия · Виктория Аксёнова · Кирилл Старцев | Азербайджан · Рухидиль Гурбанлы · Абдулла Аль-Машайкхи | Беларусь · Артур Беляков · Ольга Мельник               |

## Аэробика
| Дисциплина       | Золото                                    | Серебро                                       | Бронза                                        |
| ---------------- | ----------------------------------------- | --------------------------------------------- | --------------------------------------------- |
| Смешанные пары   | Италия · Микела Кастольди · Давиде Донати | Румыния · Андреа Богати · Никола Дачиан Барна | Россия · Татьяна Конакова · Григорий Шихалеев |
| Смешанные группы | Россия                                    | Болгария                                      | Румыния                                       |

## Бадминтон

### Медалисты
| Дисциплина               | Золото                                        | Серебро                                      | Бронза                                        |
| Мужской одиночный разряд | Андерс Антонсен · Дания                       | Брис Левердез · Франция                      | Миша Зильберман · Израиль                     |
| Мужской одиночный разряд | Андерс Антонсен · Дания                       | Брис Левердез · Франция                      | Рауль Муст · Эстония                          |
| Мужской парный разряд    | Крис Лэнгридж · Маркус Эллис · Великобритания | Андерс Расмуссен · Ким Аструп · Дания        | Владимир Иванов · Иван Созонов · Россия       |
| Мужской парный разряд    | Крис Лэнгридж · Маркус Эллис · Великобритания | Андерс Расмуссен · Ким Аструп · Дания        | Йелле Маас · Робин Табелинг · Нидерланды      |
| Женский одиночный разряд | Миа Блихфельдт · Дания                        | Кирсти Гилмор · Великобритания               | Лине Каэрсфельдт · Дания                      |
| Женский одиночный разряд | Миа Блихфельдт · Дания                        | Кирсти Гилмор · Великобритания               | Евгения Косецкая · Россия                     |
| Женский парный разряд    | Сейнен Херил · Селена Пик · Нидерланды        | Лорен Смит · Хлоя Бирч · Великобритания      | Екатерина Болотова · Алина Давлетова · Россия |
| Женский парный разряд    | Сейнен Херил · Селена Пик · Нидерланды        | Лорен Смит · Хлоя Бирч · Великобритания      | Эмили Лефель · Анна Тран · Франция            |
| Смешанный парный разряд  | Лорен Смит · Маркус Эллис · Великобритания    | Габриэль Эдкок · Крис Эдкок · Великобритания | Дельфин Делру · Том Гиквел · Франция          |
| Смешанный парный разряд  | Лорен Смит · Маркус Эллис · Великобритания    | Габриэль Эдкок · Крис Эдкок · Великобритания | Самуэль Мэги · Хлое Мэги · Ирландия           |

## Баскетбол 3×3
| Дисциплина | Золото  | Серебро | Бронза   |
| ---------- | ------- | ------- | -------- |
| мужчины    | Россия  | Латвия  | Беларусь |
| женщины    | Франция | Эстония | Беларусь |

## Бокс

#### Мужчины
| Категория   | Золото                  | Серебро              | Бронза            |
| До 49 кг    | Артур Оганесян          | Сахил Алахвердови    | Федерико Серра    |
| До 49 кг    | Артур Оганесян          | Сахил Алахвердови    | Реган Дейли       |
| До 52 кг    | Габриэль Эскобар        | Даниел Асенов        | Мануэль Каппаи    |
| До 52 кг    | Габриэль Эскобар        | Даниел Асенов        | Галал Яфай        |
| До 56 кг    | Курт Уокер              | Николай Буценко      | Раман Шарафа      |
| До 56 кг    | Курт Уокер              | Николай Буценко      | Питер Макгрейл    |
| До 60 кг    | Дмитрий Асанов          | Габил Мамедов        | Карен Тонаканян   |
| До 60 кг    | Дмитрий Асанов          | Габил Мамедов        | Отар Эраносян     |
| До 64 кг    | Оганес Бачков           | Софьян Умиа          | Энрико Лакрус     |
| До 64 кг    | Оганес Бачков           | Софьян Умиа          | Люк Маккормак     |
| До 69 кг    | Пэт Маккормак           | Харитон Агрба        | Лоренсо Сотомайор |
| До 69 кг    | Пэт Маккормак           | Харитон Агрба        | Евгений Барабанов |
| До 75 кг    | Александр Хижняк        | Сальваторе Кавалларо | Андрей Чемез      |
| До 75 кг    | Александр Хижняк        | Сальваторе Кавалларо | Майкл Невин       |
| До 81 кг    | Лорен Альфонсо Домингес | Бенджамин Уиттакер   | Симоне Фьори      |
| До 81 кг    | Лорен Альфонсо Домингес | Бенджамин Уиттакер   | Гор Нерсесян      |
| До 91 кг    | Муслим Гаджимагомедов   | Владислав Смягликов  | Шевон Кларк       |
| До 91 кг    | Муслим Гаджимагомедов   | Владислав Смягликов  | Тони Филипи       |
| Свыше 91 кг | Виктор Выхрист          | Мурад Алиев          | Нелви Тиафак      |
| Свыше 91 кг | Виктор Выхрист          | Мурад Алиев          | Марко Милун       |

#### Женщины
| Категория | Золото             | Серебро            | Бронза             |
| До 51 кг  | Бусе Чакыроглу     | Светлана Солуянова | Габриэла Димитрова |
| До 51 кг  | Бусе Чакыроглу     | Светлана Солуянова | Сандра Драбик      |
| До 57 кг  | Станимира Петрова  | Микаэла Уолш       | Дарья Абрамова     |
| До 57 кг  | Станимира Петрова  | Микаэла Уолш       | Джемима Бетриан    |
| До 60 кг  | Мира Потконен      | Келли Харрингтон   | Анастасия Белякова |
| До 60 кг  | Мира Потконен      | Келли Харрингтон   | Агнес Алексиуссон  |
| До 69 кг  | Каролина Кошевская | Ассунта Канфора    | Надин Апетц        |
| До 69 кг  | Каролина Кошевская | Ассунта Канфора    | Гронья Уолш        |
| До 75 кг  | Лоурен Прайс       | Нушка Фонтейн      | Эльжбета Вуйцик    |
| До 75 кг  | Лоурен Прайс       | Нушка Фонтейн      | Дарима Сандакова   |

## Борьба

#### Греко-римская борьба
| Категория | Золото             | Серебро            | Бронза            |
| --------- | ------------------ | ------------------ | ----------------- |
| до 60 кг  | Степан Марянян     | Эрик Торба         | Виктор Чобану     |
| до 60 кг  | Степан Марянян     | Эрик Торба         | Дато Чхартишвили  |
| до 67 кг  | Заур Кабалоев      | Шмаги Болквадзе    | Мате Немеш        |
| до 67 кг  | Заур Кабалоев      | Шмаги Болквадзе    | Сослан Дауров     |
| до 77 кг  | Александр Чехиркин | Карапет Чалян      | Алекс Кессидис    |
| до 77 кг  | Александр Чехиркин | Карапет Чалян      | Тамаш Лёринц      |
| до 87 кг  | Жан Беленюк        | Ислам Аббасов      | Аркадиуш Кулинич  |
| до 87 кг  | Жан Беленюк        | Ислам Аббасов      | Виктор Лёринц     |
| до 97 кг  | Артур Алексанян    | Александр Грабовик | Александр Головин |
| до 97 кг  | Артур Алексанян    | Александр Грабовик | Феликс Балдауф    |
| до 130 кг | Кирилл Грищенко    | Якоб Каджая        | Сабах Шариати     |
| до 130 кг | Кирилл Грищенко    | Якоб Каджая        | Сергей Семёнов    |

#### Вольная борьба (мужчины)
| Категория | Золото              | Серебро               | Бронза                |
| --------- | ------------------- | --------------------- | --------------------- |
| до 57 кг  | Махир Амирасланов   | Стеван Мичич          | Сюлейман Атлы         |
| до 57 кг  | Махир Амирасланов   | Стеван Мичич          | Заур Угуев            |
| до 65 кг  | Гаджи Алиев         | Владимир Хинчегашвили | Гор Оганесян          |
| до 65 кг  | Гаджи Алиев         | Владимир Хинчегашвили | Ахмед Чакаев          |
| до 74 кг  | Заурбек Сидаков     | Сонер Демирташ        | Автандил Кенчадзе     |
| до 74 кг  | Заурбек Сидаков     | Сонер Демирташ        | Хаджимурад Гаджиев    |
| до 86 кг  | Даурен Куруглиев    | Али Шабанов           | Ахмед Дударов         |
| до 86 кг  | Даурен Куруглиев    | Али Шабанов           | Амин Майлз Назем      |
| до 97 кг  | Абдулрашид Садулаев | Нурмагомед Гаджиев    | Элизбар Одикадзе      |
| до 97 кг  | Абдулрашид Садулаев | Нурмагомед Гаджиев    | Александр Гуштын      |
| до 125 кг | Анзор Хизриев       | Гиви Мачарашвили      | Джамаладдин Магомедов |
| до 125 кг | Анзор Хизриев       | Гиви Мачарашвили      | Александр Хоцяновский |

#### Вольная борьба (женщины)
| Категория | Золото               | Серебро              | Бронза           |
| --------- | -------------------- | -------------------- | ---------------- |
| до 50 кг  | Мария Стадник        | Оксана Ливач         | Эвин Демирхан    |
| до 50 кг  | Мария Стадник        | Оксана Ливач         | Миглена Селишка  |
| до 53 кг  | София Маттссон       | Юлия Хавалджы        | Нина Хеммер      |
| до 53 кг  | София Маттссон       | Юлия Хавалджы        | Стальвира Оршуш  |
| до 57 кг  | Ирина Курочкина      | Мими Христова        | Алёна Колесник   |
| до 57 кг  | Ирина Курочкина      | Мими Христова        | Анастасия Ничита |
| до 62 кг  | Юлия Ткач            | Эльмира Гамбарова    | Мария Кузнецова  |
| до 62 кг  | Юлия Ткач            | Эльмира Гамбарова    | Криста Инце      |
| до 68 кг  | Анастасия Григорьева | Анастасия Братчикова | София Георгиева  |
| до 68 кг  | Анастасия Григорьева | Анастасия Братчикова | Алла Черкасова   |
| до 76 кг  | Василиса Марзалюк    | Рейделт Франци       | Иселин Солхейм   |
| до 76 кг  | Василиса Марзалюк    | Рейделт Франци       | Эпп Мае          |

## Велоспорт

### Шоссейный велоспорт
| Дисциплина           | Золото                    | Серебро                    | Бронза                        |
| Мужчины              | Мужчины                   | Мужчины                    | Мужчины                       |
| -------------------- | ------------------------- | -------------------------- | ----------------------------- |
| Индивидуальная гонка | Василий Кириенко Беларусь | Нелсон Оливейра Португалия | Ян Барта Чехия                |
| Групповая гонка      | Давиде Баллерини Италия   | Ало Якин Эстония           | Даниэль Ауэр Австрия          |
| Женщины              |                           |                            |                               |
| Индивидуальная гонка | Марлен Рессер Швейцария   | Хантал Блак Нидерланды     | Хейли Симмондс Великобритания |
| Групповая гонка      | Лорена Вибес Нидерланды   | Марианна Вос Нидерланды    | Татьяна Шаракова Беларусь     |

### Трековый велоспорт
| Дисциплина                         | Золото                                                                         | Серебро                                                                                           | Бронза                                                                               |
| Мужчины                            | Мужчины                                                                        | Мужчины                                                                                           | Мужчины                                                                              |
| ---------------------------------- | ------------------------------------------------------------------------------ | ------------------------------------------------------------------------------------------------- | ------------------------------------------------------------------------------------ |
| Командный спринт                   | Нидерланды · Рой ван ден Берг · Харри Лаврейсен · Джеффри Хогланд              | Франция · Грегори Боже · Райан Элаль · Кантен Калейрон · Кантен Лафарг                            | Великобритания · Джек Чарлин · Джейсон Кенни · Райан Эндрюс · Джозеф Трумен          |
| Спринт                             | Джеффри Хогланд Нидерланды                                                     | Харри Лаврейсен Нидерланды                                                                        | Денис Дмитриев Россия                                                                |
| Кейрин                             | Харри Лаврейсен Нидерланды                                                     | Райан Элаль Франция                                                                               | Денис Дмитриев Россия                                                                |
| Гит на 1 км                        | Томаш Бабек Чехия                                                              | Франческо Ламон Италия                                                                            | Кшиштоф Максель Польша                                                               |
| Командная гонка преследования      | Россия · Глеб Сырица · Никита Берсенев · Лев Гонов · Иван Смирнов              | Италия · Франческо Ламон · Карлоальберто Джордани · Давиде Плебани · Лиам Бертаццо · Стефано Моро | Швейцария · Тери Шир · Робен Фруадево · Лукас Рюэгг · Клаудио Имхоф · Нико Селенати  |
| Индивидуальная гонка преследования | Иван Смирнов Россия                                                            | Давиде Плебани Италия                                                                             | Клаудио Имхоф Швейцария                                                              |
| Скрэтч                             | Христос Воликакис Греция                                                       | Филип Прокопышин Польша                                                                           | Евгений Королёк Беларусь                                                             |
| Гонка по очкам                     | Христос Воликакис Греция                                                       | Ян-Виллем ван Схип Нидерланды                                                                     | Дмитрий Мухомедьяров Россия                                                          |
| Омниум                             | Ян-Виллем ван Схип Нидерланды                                                  | Тери Шир Швейцария                                                                                | Даниэль Станишевский Польша                                                          |
| Мэдисон                            | Робин Фройдево · Тристан Марже · Швейцария                                     | Ян-Виллем ван Схип · Юри Хавик · Нидерланды                                                       | Андреас Мюллер · Андреас Граф · Австрия                                              |
| Женщины                            |                                                                                |                                                                                                   |                                                                                      |
| Командный спринт                   | Дарья Шмелёва · Анастасия Войнова · Россия                                     | Симона Крупецкайте · Мигле Марозайте · Литва                                                      | Кира Ламберинк · Сайне Браспеннинкс · Нидерланды                                     |
| Спринт                             | Анастасия Войнова Россия                                                       | Матильда Грос Франция                                                                             | Дарья Шмелёва Россия                                                                 |
| Кейрин                             | Симона Крупецкайте Литва                                                       | Сайне Браспеннинкс Нидерланды                                                                     | Дарья Шмелёва Россия                                                                 |
| Гит на 1 км                        | Дарья Шмелёва Россия                                                           | Алёна Старикова Украина                                                                           | Мириам Вече Италия                                                                   |
| Командная гонка преследования      | Элиза Бальсамо · Мартина Алзини · Марта Кавалли · Летиция Патерностер · Италия | Джессика Робертс · Меган Баркер · Дженифер-Ан Холл · Джози Найт · Великобритания                  | Катажина Павловска · Юстина Качковская · Каролина Карасевич · Николь Плёсай · Польша |
| Индивидуальная гонка преследования | Татьяна Шаракова Беларусь                                                      | Марта Кавалли Италия                                                                              | Тамара Дронова Россия                                                                |
| Скрэтч                             | Кирстен Вилд Нидерланды                                                        | Мартина Фиданца Италия                                                                            | Анна Терех Беларусь                                                                  |
| Гонка по очкам                     | Анна Соловей Украина                                                           | Верена Эберхардт Австрия                                                                          | Ярмила Махачова Чехия                                                                |
| Омниум                             | Кирстен Вилд Нидерланды                                                        | Евгения Аугустинас Россия                                                                         | Элиза Бальсамо Италия                                                                |
| Мэдисон                            | Джессика Робертс · Меган Баркер · Великобритания                               | Кирстен Вилд · Амбер Ван Дер Гульст · Нидерланды                                                  | Диана Климова · Мария Новолодская · Россия                                           |

## Гребля на байдарках и каноэ

### Мужчины
| Дисциплина                | Золото                                                                     | Серебро                                                            | Бронза                                                           |
| ------------------------- | -------------------------------------------------------------------------- | ------------------------------------------------------------------ | ---------------------------------------------------------------- |
| Байдарки-одиночки, 200 м  | Максим Бомон · Франция                                                     | Биркаш Балаш · Венгрия                                             | Дмитрий Третьяков · Беларусь                                     |
| Байдарки-одиночки, 1000 м | Балинт Копас · Венгрия                                                     | Фернанду Пимента · Португалия                                      | Олег Юреня · Беларусь                                            |
| Байдарки-одиночки, 5000 м | Балинт Копас · Венгрия                                                     | Фернанду Пимента · Португалия                                      | Макс Хофф · Германия                                             |
| Байдарки-двойки, 1000 м   | Макс Хофф · Якоб Шопф · Германия                                           | Александр Сыромятников · Олег Кухарик · Украина                    | Владислав Литовка · Роман Аношкин · Россия                       |
| Байдарки-четвёрки, 500 м  | Артём Кузахметов · Александр Сергеев · Олег Гусев · Виталий Ершов · Россия | Макс Рендшмидт · Рауэ Рональд · Том Либшер · Макс Лемке · Германия | Самуэль Балаш · Эрик Влчек · Шчаба Жалка · Адам Ботек · Словакия |
| Каноэ-одиночки, 200 м     | Артём Козырь · Беларусь                                                    | Николай Крачун · Италия                                            | Альфонсо Бенавидес · Испания                                     |
| Каноэ-одиночки, 1000 м    | Томаш Качор · Польша                                                       | Кирилл Шамшурин · Россия                                           | Себастьян Брендель · Германия                                    |
| Каноэ-двойки, 1000 м      | Каталин Чирила · Виктор Михалачи · Румыния                                 | Юрий Вандюк · Андрей Рыбачок · Украина                             | Кирилл Шамшурин · Илья Первухин · Россия                         |

### Женщины
| Дисциплина                | Золото                                                              | Серебро                                                                            | Бронза                                                                             |
| ------------------------- | ------------------------------------------------------------------- | ---------------------------------------------------------------------------------- | ---------------------------------------------------------------------------------- |
| Байдарки-одиночки, 200 м  | Эмма Йёргенсен · Дания                                              | Данута Козак · Венгрия                                                             | Марта Вальчикевич · Польша                                                         |
| Байдарки-одиночки, 500 м  | Ольга Худенко · Беларусь                                            | Данута Козак · Венгрия                                                             | Эмма Йёргенсен · Дания                                                             |
| Байдарки-одиночки, 5000 м | Марина Литвинчук · Беларусь                                         | Дора Бодоньи · Венгрия                                                             | Мариана Петрусова · Словакия                                                       |
| Байдарки-двойки, 200 м    | Мария Повх · Людмила Куклиновская · Украина                         | Джон Франциска · Тина Дитце · Германия                                             | Ольга Худзенко · Марина Литвинчук · Беларусь                                       |
| Байдарки-двойки, 500 м    | Ольга Худзенко · Марина Литвинчук · Беларусь                        | Анна Караш · Данута Козак · Венгрия                                                | Кира Степанова · Анастасия Панченко · Россия                                       |
| Байдарки-четвёрки, 500 м  | Анна Караш · Данута Козак · Тамара Чипеш · Эрика Медвецки · Венгрия | Ольга Худзенко · Марина Литвинчук · Надежда Лепешко · Маргарита Махнёва · Беларусь | Каролина Ная · Катаржина Колодзейчик · Анна Пулавская · Хелена Вишневская · Польша |
| Каноэ-одиночки, 200 м     | Алёна Ноздрёва · Беларусь                                           | Лиза Ян · Германия                                                                 | Дорота Боровска · Польша                                                           |
| Каноэ-двойки, 500 м       | Балла Вираг · Кинчо Такач · Венгрия                                 | Надежда Макарченко · Ольга Климова · Беларусь                                      | Ксения Курач · Олеся Ромасенко · Россия                                            |

## Дзюдо

### Мужчины
| Дисциплина   | Золото           | Серебро             | Бронза                               |
| ------------ | ---------------- | ------------------- | ------------------------------------ |
| до 60 кг     | Лукум Чхвимиани  | Франсиско Гарригос  | Йорре Ферштрэтен Амиран Папинашвили  |
| до 66 кг     | Георгий Зантарая | Маттео Медвес       | Баграт Ниниашвили Важа Маргвелашвили |
| до 73 кг     | Томми Масиас     | Рустам Оруджев      | Хидаят Гейдаров Георгиос Азоидис     |
| до 81 кг     | Маттиас Кассе    | Ивайло Иванов       | Лука Майсурадзе Аттила Унгвари       |
| до 90 кг     | Микаил Озерлер   | Ли Кохман           | Мамедали Мехдиев Хусейн Халмурзаев   |
| до 100 кг    | Арман Адамян     | Варлам Липартелиани | Эльмар Гасымов Сириль Маре           |
| свыше 100 кг | Гурам Тушишвили  | Инал Тасоев         | Штефан Хеги Хенк Грол                |

### Женщины
| Дисциплина  | Золото             | Серебро          | Бронза                            |
| ----------- | ------------------ | ---------------- | --------------------------------- |
| до 48 кг    | Дарья Белодед      | Ирина Долгова    | Хулия Фигероа Маруша Штангар      |
| до 52 кг    | Майлинда Кельменди | Наталья Кузютина | Амандин Бюшар Челси Джайлс        |
| до 57 кг    | Дарья Межецкая     | Нора Гьякова     | Паулина Штарке Телма Монтейру     |
| до 63 кг    | Кларисс Агбеньену  | Алис Шлезингер   | Санне Вермеер Мария Чентраккьо    |
| до 70 кг    | Марго Пино         | Санне ван Дейк   | Барбара Матич Анна Бернхольм      |
| до 78 кг    | Клара Апотекар     | Гюше Стенхёйс    | Лориана Кука Мадлен Малонга       |
| свыше 78 кг | Марина Слуцкая     | Лариса Церич     | Ирина Киндзерская Ксения Чибисова |

### Командные соревнования
| Дисциплина                       | Золото | Серебро | Бронза |
| -------------------------------- | --- | --- | --- |
| Смешанные командные соревнования | Россия · Алёна Прокопенко · Дарья Межецкая · Ксения Чибисова · Муса Могушков · Инал Тасоев · Хусейн Халмурзаев | Португалия · Барбара Тиму · Телма Монтейру · Рошелеш Нуньеш · Жоржи Фернандеш · Жоржи Фонсека · Анри Эгутидзе | Франция · Присцилла Ньето · Анн Байро · Мари-Ив Гайе · Сириль Маре · Аксель Клерже · Австрия · Сабрина Фильцмозер · Бернадетте Граф · Поллерес, Михаэла · Лукас Райтер · Штефан Хедьи · Марко Бубанья |

## Карате

#### Мужчины
| Категория   | Золото           | Серебро            | Бронза             |
| до 60 кг    | Калвис Калныньш  | Фирдовси Фарзалиев | Евгений Плахутин   |
| до 60 кг    | Калвис Калныньш  | Фирдовси Фарзалиев | Анджело Крешенцо   |
| до 67 кг    | Лука Мареска     | Марио Ходжич       | Ив Мартиал Тадисси |
| до 67 кг    | Лука Мареска     | Марио Ходжич       | Артём Кравцов      |
| до 75 кг    | Станислав Хоруна | Рафаэль Агаев      | Габор Харспатаки   |
| до 75 кг    | Станислав Хоруна | Рафаэль Агаев      | Павел Артамонов    |
| до 84 кг    | Иван Квешич      | Угур Акташ         | Валерий Чоботарь   |
| до 84 кг    | Иван Квешич      | Угур Акташ         | Микеле Мартина     |
| свыше 84 кг | Асиман Гурбанлы  | Анджело Квешич     | Йонатан Хорне      |
| свыше 84 кг | Асиман Гурбанлы  | Анджело Квешич     | Гогита Аркания     |
| ката        | Дамиан Кинтеро   | Али Софуоглу       | Роман Гейдаров     |
| ката        | Дамиан Кинтеро   | Али Софуоглу       | Маттиа Бузато      |

#### Женщины
| Категория   | Золото                 | Серебро                 | Бронза              |
| до 50 кг    | Беттина Планк          | Серап Озджелык Арапоглу | Мария Кулинкович    |
| до 50 кг    | Беттина Планк          | Серап Озджелык Арапоглу | София Будербан      |
| до 55 кг    | Ивет Горанова          | Анжелика Терлюга        | Яна Бич             |
| до 55 кг    | Ивет Горанова          | Анжелика Терлюга        | Дженифер Варлинг    |
| до 61 кг    | Анита Серёгина         | Тьяса Ристич            | Мерве Кобан         |
| до 61 кг    | Анита Серёгина         | Тьяса Ристич            | Гвендолина Филипп   |
| до 68 кг    | Сильвия Семераро       | Ирина Зарецкая          | Елена Квиричи       |
| до 68 кг    | Сильвия Семераро       | Ирина Зарецкая          | Галина Мельник      |
| свыше 68 кг | Лаура Паласио Гонсалес | Мелтем Хаджаоглу        | Элени Хадзильяду    |
| свыше 68 кг | Лаура Паласио Гонсалес | Мелтем Хаджаоглу        | Титта Кейнанен      |
| ката        | Сандра Санчес          | Вивиана Боттаро         | Патрисия Эшпартейру |
| ката        | Сандра Санчес          | Вивиана Боттаро         | Дилара Элтемур      |

## Лёгкая атлетика
| Дисциплина               | Золото                                                                           | Серебро                                                                     | Бронза                                                                          |
| 100 метров, мужчины      | Карлуш Насименту (POR)                                                           | Ян Волко (SVK)                                                              | Жак Харви (TUR)                                                                 |
| 100 метров, женщины      | Майя Михалинец (SLO)                                                             | Кристина Тимановская (BLR)                                                  | Рафаэла Спанудаки-Хацирига (GRE)                                                |
| 100 метров с/б, женщины  | Эльвира Герман (BLR)                                                             | Анна Плотицына (UKR)                                                        | Грета Керекеш (HUN)                                                             |
| 110 метров с/б, мужчины  | Хассан Фофана (ITA)                                                              | Виталий Парахонка (BLR)                                                     | Констадинос Дувалидис (GRE)                                                     |
| Эстафета 4×400 метров    | Украина · Данило Даниленко · Татьяна Мельник · Алексей Поздняков · Анна Рыжикова | Чехия · Ян Тесарж · Барбора Маликова · Лада Вондрова · Михал Десенский      | Португалия · Рикарду душ Сантуш · Кати Азеведу · Ривинилда Ментаи · Жуан Коэлью |
| Прыжки в длину, женщины  | Елена Соколова (RUS)                                                             | Анастасия Мирончик-Иванова (BLR)                                            | Марина Бех (UKR)                                                                |
| Прыжки в высоту, мужчины | Максим Недосеков (BLR)                                                           | Илья Иванюк (RUS)                                                           | Богдан Бондаренко (UKR)                                                         |
| Метание копья, женщины   | Татьяна Холодович (BLR)                                                          | Екатерина Старыгина (RUS)                                                   | Мадара Паламейка (LAT)                                                          |
| Гонка преследования      | Украина · Евгений Гуцол · Ольга Ляховая · Алексей Поздняков · Яна Качур          | Чехия · Филип Сасинек · Диана Мезульяникова · Патрик Шорм · Марсела Пиркова | Италия · Рикардо Тамассия · Ирена Бальдессари · Джузеппе Леонарди · Джулия Рива |

## Пляжный футбол
| Золото     | Серебро | Бронза    |
| Португалия | Испания | Швейцария |

## Самбо

#### Мужчины
| Дисциплина   | Золото             | Серебро            | Бронза                                |
| ------------ | ------------------ | ------------------ | ------------------------------------- |
| до 52 кг     | Тигран Киракосян   | Агасиф Самедов     | Андрей Кубарьков Гиви Надареишвили    |
| до 57 кг     | Вахтанг Чидрашвили | Саян Хертек        | Владислав Бурдзь Мехман Халилов       |
| до 62 кг     | Руслан Багдасарян  | Саввас Каракизидис | Иван Анискевич Геннадий Чиргадзе      |
| до 68 кг     | Александр Кокша    | Миндиа Лилуашвили  | Никита Клецков Эмиль Гасанов          |
| до 74 кг     | Леван Нахуцришвили | Станислав Скрябин  | Арсен Газарян Степан Попов            |
| до 82 кг     | Андрей Перепелюк   | Давид Григорян     | Виссарион Берулава Тимофей Емельянов  |
| до 90 кг     | Сергей Рябов       | Андрей Казусёнок   | Дмитрий Герасименко Паата Гвиниашвили |
| до 100 кг    | Давид Лориашвили   | Виктор Решко       | Альсим Черноскулов Денис Такий        |
| свыше 100 кг | Бека Бердзенишвили | Юрий Рыбак         | Артём Осипенко Владимир Гайич         |

#### Женщины
| Дисциплина  | Золото               | Серебро             | Бронза                               |
| ----------- | -------------------- | ------------------- | ------------------------------------ |
| до 48 кг    | Елена Бондарева      | Анастасия Новикова  | Анфиса Капаева Цветелина Цветанова   |
| до 52 кг    | Диана Рябова         | Марина Жарская      | Ирен Диас Видаль Паулина Ешану       |
| до 56 кг    | Татьяна Казенюк      | Анастасия Архипова  | Лаура Фурнье Даниэла Пороиняну       |
| до 60 кг    | Вера Гореликова      | Сабина Артемчук     | Яна Костенко Яйса Хименес Лопес      |
| до 64 кг    | Екатерина Оноприенко | Алёна Сайко         | Анда Валвой Татьяна Мацко            |
| до 68 кг    | Люсия Бабич          | Екатерина Москалёва | Марина Мохнаткина Ольга Намазова     |
| до 72 кг    | Нино Одзелашвили     | Анжела Жилинская    | Галина Амбарцумян Наталья Смаль      |
| до 80 кг    | Мария Оряшкова       | Жанара Кусанова     | Светлана Тимошенко Галина Ковальская |
| свыше 80 кг | Анастасия Сапсай     | Елена Кебадзе       | Анна Балашова Алина Паунеску         |

## Спортивная гимнастика

#### Мужчины
| Дисциплина          | Золото                | Серебро                    | Бронза                  |
| Личное многоборье   | Давид Белявский (RUS) | Олег Верняев (UKR)         | Владислав Поляшов (RUS) |
| Опорный прыжок      | Артур Давтян (ARM)    | Дмитрий Ланкин (RUS)       | Игорь Радивилов (UKR)   |
| Вольные упражнения  | Эмиль Соравуо (FIN)   | Джарни Реджини-Моран (GBR) | Пётр Пахнюк (UKR)       |
| Конь                | Давид Белявский (RUS) | Олег Верняев (UKR)         | Андрей Лиховицкий (BLR) |
| Кольца              | Марко Лодадио (ITA)   | Ваагн Давтян (ARM)         | Игорь Радивилов (UKR)   |
| Параллельные брусья | Олег Верняев (UKR)    | Мариос Георгиу (CYP)       | Ферхат Арикан (TUR)     |
| Перекладина         | Роберт Творогал (LTU) | Ахмет Ондер (TUR)          | Давид Вечерниш (HUN)    |

#### Женщины
| Дисциплина          | Золото                    | Серебро                   | Бронза                      |
| Личное многоборье   | Ангелина Мельникова (RUS) | Лоретт Шарпи (FRA)        | Диана Варинская (UKR)       |
| Опорный прыжок      | Тея Белак (SLO)           | Ангелина Мельникова (RUS) | Сара Петер (HUN)            |
| Вольные упражнения  | Анастасия Бачинская (UKR) | Анета Халашова (CZE)      | Джессика Кастелс (SWE)      |
| Разновысокие брусья | Ангелина Мельникова (RUS) | Ребекка Дауни (GBR)       | Анастасия Алистратова (BLR) |
| Бревно              | Нина Дервал (BEL)         | Ангелина Мельникова (RUS) | Диана Варинская (UKR)       |

## Художественная гимнастика
| Дисциплина           | Золото                                                                                                | Серебро                                                                                         | Бронза                                                                                                |
| Личное многоборье    | Дина Аверина (RUS)                                                                                    | Линой Ашрам (ISR)                                                                               | Екатерина Галкина (BLR)                                                                               |
| Обруч                | Дина Аверина (RUS)                                                                                    | Екатерина Галкина (BLR)                                                                         | Влада Никольченко (UKR)                                                                               |
| Мяч                  | Линой Ашрам (ISR)                                                                                     | Катрин Тасева (BUL)                                                                             | Дина Аверина (RUS)                                                                                    |
| Булавы               | Линой Ашрам (ISR)                                                                                     | Дина Аверина (RUS)                                                                              | Влада Никольченко (UKR)                                                                               |
| Лента                | Дина Аверина (RUS)                                                                                    | Линой Ашрам (ISR)                                                                               | Катрин Тасева (BUL)                                                                                   |
| Групповое многоборье | Беларусь · Анастасия Рыбакова · Карина Ермоленко · Арина Цицилина · Анна Швайба · Анна Гайдукевич     | Болгария · Эрика Зафирова · Симона Дянкова · Стефани Кирякова · Мадлен Радуканова · Лаура Траец | Россия · Вера Бирюкова · Анастасия Максимова · Диана Менжинская · Анжелика Стубайло · Мария Толкачёва |
| 5 мячей              | Россия · Вера Бирюкова · Анастасия Максимова · Диана Менжинская · Анжелика Стубайло · Мария Толкачёва | Болгария · Эрика Зафирова · Симона Дянкова · Стефани Кирякова · Мадлен Радуканова · Лаура Траец | Беларусь · Анастасия Рыбакова · Карина Ермоленко · Арина Цицилина · Анна Швайба · Анна Гайдукевич     |
| 3 обруча + 4 булавы  | Беларусь · Анастасия Рыбакова · Карина Ермоленко · Арина Цицилина · Анна Швайба · Анна Гайдукевич     | Украина · Алина Быхно · Анастасия Возняк · Татьяна Довженко · Диана Мижерицкая · Валерия Юзьвяк | Болгария · Эрика Зафирова · Симона Дянкова · Стефани Кирякова · Мадлен Радуканова · Лаура Траец       |